# Tozinameran
Vacina contra covid-19
Tozinameran, comercializada sob a marca Comirnaty e denominada popularmente por vacina da BioNTech/Pfizer, é uma vacina contra a COVID-19. A companhia alemã de biotecnologia BioNTech é a desenvolvedora inicial de sua tecnologia e, em março de 2020, no começo da pandemia, aliou-se à farmacêutica americana Pfizer para acelerar o projeto do imunizante. A Pfizer disse que 50 milhões de doses estariam disponíveis até o fim de 2020 e que outras 1,3 bilhão foram produzidas até o fim de 2021.
Testes clínicos começaram em abril de 2020; em novembro, a vacina entrou na fase III dos testes, com mais de 40 000 participantes. Uma análise provisória de um estudo mostrou que a eficácia deste vacina gira em torno de 91,3% na prevenção de infecção sintomática dentro de sete dias de uma segunda dose. Entre efeitos colaterais está uma pequena dor na região da injeção, fadiga e dor de cabeça. Efeitos colaterais mais sérios, como reações alérgicas, são extremamente raros, com nenhum caso de fatalidade ou complicações de longo prazo sendo reportados.
Atualmente a vacina foi autorizada para uso por órgãos sanitários e de saúde, em algum nível, em pelo menos 84 países, incluindo Estados Unidos e Canadá, países da União Europeia, Reino Unido, Austrália, Ucrânia, Israel, Brasil, Bangladesh, México, Japão e Cingapura. Em março de 2021, a Pfizer e a BioNTech afirmaram que planejavam produzir cerca de 2,5 bilhões de doses da vacina ainda em 2021.

## Fórmula
A vacina genética possui uma sequência de RNA mensageiro sintético codificando a proteína spike do SARS-CoV-2 e sendo envolta por nanopartículas lipídicas.

## Armazenamento
Devido à sua tecnologia, o imunizante precisa ser armazenado e transportado em temperaturas inferiores a -70°C, o que pode ser um problema para muitos países, inclusive para o Brasil. No entanto, segundo o presidente da Pfizer Brasil, ela pode ficar em geladeiras comuns por até cinco dias.

## Posologia
A BNT162b2 requer duas doses de 0,3ml a serem aplicadas num período de três semanas.

## Eficácia preliminar
Em 9 de novembro de 2020, a análise preliminar de 94 casos de COVID-19 no estudo clínico que envolve 43 538 participantes mostrou que a vacina possui uma eficácia de pouco mais de 90% em prevenir infecções após o paciente tomar a segunda dose.

## Efeitos colaterais e contraindicações
Efeitos colaterais do imunizante incluem, principalmente, mialgia (dor) e febre.
Ela também pode causar choque anafilático, principalmente [segundo indicações preliminares, em dezembro de 2020] em quem já teve reações alérgicas graves antes.
Por precaução, inicialmente menores de 16 anos, gestantes e lactantes não serão imunizados, já que estes grupos não participaram dos testes.

## Aprovação para uso emergencial
Em 08 de dezembro de 2020, o Reino Unido foi o primeiro país a usar a vacina de forma emergencial, após a liberação dos órgãos de saúde oficiais do país. A mesma autorização foi dada cerca de sete dias depois nos Estados Unidos, México, Bahrein, Canadá e Arábia Saudita.
Em 21 de dezembro ela foi autorizada também pela União Europeia.

## Aprovação de uso definitivo
A Suíça foi o primeiro país a autorizar a vacina de forma permanente, no dia 19 de dezembro de 2020. No dia 23 de setembro de 2021 países como
Estados Unidos, Brasil, Canadá  Nova Zelândia e  Arábia saudita também já tinham aprovado o uso definitivo da vacina.

## Comercialização
No Brasil, em meados de novembro de 2021, a vacina já era a mais usada no Brasil e conforme o 68º Informe Técnico do Ministério da Saúde no dia 24 de novembro, 139.762.908 doses deste imunizante haviam sido distribuídos até aquela data, com a vacina de Oxford-Astrazeneca ficando em segundo lugar, com 118.440.440 doses distribuídas.